# Oficina Nacional de Derechos de Autor y Conexos
La Oficina Nacional de Derechos de Autor y Conexos (Office national des droits d’auteur et des droits voisins, (acrónimo en francés ONDA), (en árabe: الديوان الوطني لحقوق المؤلف والحقوق المجاورة‎), es un establecimiento público del Estado argelino de carácter industrial y comercial, creado en 1973, cuya misión principal es la protección de los intereses morales y materiales de los autores o sus sucesores en el título y los titulares de los derechos conexos.
ONDA es considerado como el primer establecimiento estatal africano en materia de protección de derechos de autor.

## Composición
ONDA es administrado por un Consejo de Administración compuesto por 10 artistas miembros elegidos por un período de 4 años. Existen siete comisiones.

### Comisiones
- La Comisión de gestión de asuntos sociales;
- La Comisión de identificación de obras musicales;
- La Comisión de clasificación de obras dramáticas y dramático-musicales;
- La Comisión « Autores »
- La Comisión « Artistas intérpretes »
- Comisión encargada de la preservación del patrimonio;
- Comisión encargada del examen de demandas de promoción cultural

## Prerrogativas
De conformidad con el artículo 5 de la Ley de Derecho de Autor de Argelia, ONDA tiene por misiones:
- La protección de los intereses morales y materiales de los autores o sus sucesores en el título y los titulares de los derechos conexos. Esta protección se proporciona en el contexto de la gestión colectiva o mediante una protección simple. La protección de los trabajos de Patrimonio cultural tradicional y obras nacionales que han caído en el dominio público.

- Protección social de autores y artistas intérpretes o ejecutantes.

- Promoción cultural, según se define en el Artículo 4.[4] En ese contexto, es responsable de:

- - recoger declaraciones de obras y representaciones literarias o artísticas que permitan afirmar los derechos morales y patrimoniales de los autores, así como los derechos de los titulares de los derechos nacionales colindantes y de sus titulares en la etapa de explotación pública de sus obras y / o sus beneficios tanto en Argelia como en el extranjero, así como su protección, de acuerdo con las leyes y regulaciones vigentes;

- - proteger los derechos de los autores extranjeros y titulares de derechos conexos vinculados a obras y servicios utilizados en el territorio nacional en el contexto de los compromisos internacionales de Argelia, en particular mediante la celebración de acuerdos de representación recíproca con socios extranjeros similares;

- - elaborar y adaptar regularmente la escala de tasas de regalías en relación con las diferentes formas de explotación de obras y servicios;

- - emitir las autorizaciones legales e implementar el sistema de licencias obligatorias relacionadas con las diferentes formas de explotación de obras en todo el territorio nacional y cobrar las regalías debidas;
  - establecer y actualizar los archivos que identifican el estado de las obras y servicios de los diversos autores y propietarios de los derechos conexos y sus sucesores que gestiona;

- - distribuir periódicamente, y al menos una vez al año, a los beneficiarios las regalías recaudadas después de la deducción de sus honorarios de gestión.

En este contexto, la ONDA ejerce todas las atribuciones que le permiten hacerse cargo de estas misiones.

## Adherentes
ONDA contabiliza 12 500 miembros adherentes (de los cuales 10 000 son autores; y, 2500 son artistas-intérpretes) a nivel nacional, con las direcciones regionales y agencias abiertas en:
- Oeste: Orán, Tlemcen, Saïda, Mostaganem;
- Centro:  Chlef, Blida,  Argel,  Tizi Ouzou;

Este: Béjaïa,  Sétif,  Batna, Constantina, Annaba. 
Los ingresos de ONDA, para el año fiscal 2011, ascendieron a aproximadamente 15 mil millones de céntimos, generados principalmente por la recaudación de tarifas a nivel nacional (tonos de llamada telefónica, anuncios publicitarios, hoteles, etc.) Sus gastos operativos alcanzaron el mismo año 2.500 millones de céntimos, de los cuales el 70% de los salarios. La ley de finanzas especifica que la organización se ha beneficiado en 2014 de una dotación de 12 mil millones de céntimos.
ONDA pagó DA 367 millones por la distribución de derechos de reproducción para autores argelinos y extranjeros. Esta operación de pago de los derechos de reproducción (fonogramas y videogramas) para el ejercicio 2015, 1382 autores, entre ellos 128 extranjeros, cuyas obras (artísticas o literarias) son explotadas por los canales de radio y televisión en Argelia, se dice. Las remuneraciones a los autores y titulares de derechos se derivan de las regalías pagadas por "usuarios y operadores públicos" de estas obras protegidas y se informan a la ONDA. Unos 800 artistas se verán afectados por otra operación de pago de la regularización del derecho previsto en breve, indica la Oficina. Los trabajos en el dominio público también han informado a ONDA 44 millones de DA. En 2014, ONDA pagó 600 millones de AD en beneficio de 3127 artistas en diferentes campos artísticos.
Los ingresos para el año 2013 son 263 mil millones de céntimos.

## Lucha contra la piratería
En 2012, ONDA y la Dirección General de Seguridad Nacional (Argelia) (DGSN) firmaron un protocolo de cooperación para la lucha contra la infracción a la propiedad intelectual y artística, confiriendo a los funcionarios de la DGSN y a los agentes jurados de ONDA las prerrogativas para intervenir en la lucha contra la piratería.
De lotes de casi 2 millones de medios de audio y video falsificados (CD y DVD), incautados durante 2015·, fueron destruidos el 23 de mayo de 2016, en una operación organizada por ONDA, en presencia del Primer Ministro Abdelmalek Sellal, de algunos miembros del Gobierno y una pléyade de artistas, entre ellos los cantantes Khaled, Cheb Mami, grupo DjurDjura,  Idir, Cheb Bilal, Lounis Aït Menguellet,  y también el escritor Ahlam Mosteghanemi, el comediante Mohamed Adjaimi y varias otras figuras del arte y la cultura.
Además, ONDA firmó un Memorando de Entendimiento en 2014 con YouTube, según el cual este último pagó a ONDA los derechos de los autores argelinos por la distribución de sus obras artísticas en el sitio electrónico. video compartido